# لسانك حصانك (فلم)
لسانك حصانك هو فيلم مصري عرض عام 1953، بطولة شادية وكارم محمود، ومن تأليف وإخراج عباس كامل.

## قصة الفيلم
يقرر العمدة أن يبني مدرسة ومستشفى فيتولى جمع الأموال اللازمة من الأهالي، ومع إرسال ابنه عبد الموجود برفقة الدندراوي إلى القاهرة لمقابلة حمدي حتى يتمكن من مساعدتهما في شراء اللازم. يقع حمدي والدندراوى في حب جارتهما حميدة والتي يحاول غندور إقناعها بالعمل مغنية في فرقته ويطمع في الزواج منها.

## طاقم التمثيل
- شادية: (حميدة)
- كارم محمود: (حمدي - كمسري الترام)
- فريد شوقي: (غندور المحتال)
- زينات صدقي: (وداد - المولدة القانونية)
- عزيز عثمان: (مندور المحتال)
- محمد التابعي: (عبد الرحيم - كبير الرحيمية قبلي)
- السيد بدير: (عبد الموجود بن عبد الرحيم)
- لطفي الحكيم: (الشيخ عبد الرحمن - أخو الكبير)
- عمر الجيزاوي: (الدندراوي)
- فكرية محمد: (فكرية)
- سعاد مكاوي: (نجية عبد الرحمن)
- كيتي: (ماريانا - خياطة وراقصة)
- عبد الحميد زكي: (المعلم عبد المعين - الجزار)
- زكي محمد حسن: (زكي - صاحب الكباريه)
- ماري باي باي: (مساعدة زكي)

## فريق العمل
- إخراج: عباس كامل
- تأليف: عباس كامل
- مدير التصوير: محمود نصر
- مونتاج: جمال أحمد
- إنتاج: ماري كويني
- توزيع: منتخبات بهنا فيلم
- تأليف الأغاني: فتحي قورة
- ألحان الأغاني: كارم محمود، علي فراج، عزت الجاهلي، أحمد صبرة، عمر الجيزاوي